# Trehörningen (Fridlevstads socken, Blekinge)
Trehörningen är en sjö i Karlskrona kommun i Blekinge och ingår i Lyckebyån-Nättrabyåns kustområde. Sjön har en area på 0,107 kvadratkilometer och ligger 94,5 meter över havet.

## Delavrinningsområde
Trehörningen ingår i det delavrinningsområde (625135-148513) som SMHI kallar för Utloppet av Nävrasjön. Medelhöjden är 107 meter över havet och ytan är 35,04 kvadratkilometer. Det finns ett avrinningsområde uppströms, och räknas det in blir den ackumulerade arean 57,72 kvadratkilometer. Avrinningsområdets utflöde Silletorpsån mynnar i havet. Avrinningsområdet består mestadels av skog (71 %) och öppen mark (12 %). Avrinningsområdet har 1,82 kvadratkilometer vattenytor vilket ger det en sjöprocent på 5,2 %.